# Decantação
A decantação é um processo de separação que permite separar misturas heterogêneas. Utilizada principalmente em misturas bifásicas, como sólido-líquido (areia e água), sólido-gás (poeira-gás), líquido-líquido (água e óleo) e líquido-gás (vapor d’água e ar). Sendo esse processo fundamentado nas diferenças existentes entre as densidades dos componentes da mistura, e na espera pela sua decantação. A mistura é colocada em repouso num recipiente, de preferência fechado.
Após a separação visual (fases), o processo pode ser feito através de vários métodos, que podem mudar o nome decantação por sifonação ou funil de decantação:
- Decantação: separa-se um componente do outro através de um bastão de vidro, vertendo o líquido lentamente com a ajuda do bastão, até a substância menos densa passar para o outro recipiente. Este método evita que o líquido escorra para fora do recipiente, passando perfeitamente pelo bastão, e muito utilizado em separações de misturas sólido-líquido, como areia e água.
- Funil de bromo ou funil de decantação: este método é usado para separar líquido-líquido, como óleo e água. O líquido mais denso passa controladamente através de uma válvula que é fechada imediatamente quando sua separação se completa, ou seja, antes que o líquido menos denso passe pela válvula e se misture novamente com o outro recipiente.
- Sifonação: o recipiente que contém a mistura é colocado a uma altura superior do recipiente em que ocorrerá a separação e, através de um sifão, a substância menos densa é passada para o outro recipiente. Isso se deve à pressão no recipiente de cima ser maior do que no de baixo. Esse método só é possível se o sifão estiver completamente preenchido pelo líquido. Método muito utilizado também para esvaziar piscinas, aquários e transferir combustível de um recipiente para o outro.

## Tipos de decantação
- Decantação sólido-líquido: Utiliza-se quando um componente sólido se encontra depositado no líquido.
- Líquido-líquido: separam-se líquidos imiscíveis com densidades diferentes; o líquido mais denso acumula-se na parte inferior do sistema. Em laboratório usa-se o funil de bromo, também conhecido como funil de decantação, ou ainda, funil de separação. Num sistema formado por água e óleo, por exemplo, a água, por ser mais densa, localiza-se na parte inferior do funil e é escoada abrindo-se a torneira de modo controlado. A decantação pode ser feita de uma maneira mais rudimentar, utilizando-se um sifão (sifonação).